# HMS Whelp (R37)
HMS Whelp (R37/D33) là một tàu khu trục lớp W được Hải quân Hoàng gia Anh Quốc chế tạo trong Chương trình Khẩn cấp Chiến tranh của Chiến tranh Thế giới thứ hai. Được hạ thủy năm 1943, nó đã phục vụ trong cuộc chiến tranh và sống sót qua cuộc xung đột. Xuất biên chế năm 1946, nó được chuyển giao cho Hải quân Nam Phi năm 1952 và tiếp tục phục vụ như là chiếc SAS Simon van der Stel; được cải biến giới hạn thành một tàu frigate nhanh chống tàu ngầm Kiểu 15 vào năm 1963, và bị tháo dỡ tại Durban năm 1976.

## Thiết kế và chế tạo
Whelp được đặt hàng vào ngày 3 tháng 12 năm 1941 như một phần của Chi hạm đội Khẩn cấp 9, và được đặt lườn tại xưởng tàu của hãng Hawthorn Leslie and Company ở Hebburn vào ngày 1 tháng 5 năm 1942; nó được hạ thủy vào ngày 3 tháng 6 năm 1943 và nhập biên chế cùng Hải quân Hoàng gia Anh vào ngày 25 tháng 4 năm 1944. Con tàu được cộng đồng cư dân Wembley, Middlesex đỡ đầu trong khuôn khổ chiến dịch vận động gây quỹ trái phiếu chiến tranh mang tên Tuần lễ Tàu chiến. Khi hoạt động trong chiến tranh, hạm trưởng và hạm phó của con tàu lần lượt là Trung tá Hải quân G. A. F. Norfolk và Đại úy Hải quân Philip Mountbatten, nay là Hoàng tử Philip, Quận công Edinburg.

## Lịch sử hoạt động

### Chiến tranh Thế giới thứ hai
Sau khi đưa vào hoạt động, Whelp tạm thời được phân về Chi hạm đội Khu trục 3 trực thuộc Hạm đội Nhà. Nó tham gia các cuộc thực tập nhằm chuẩn bị cho cuộc Đổ bộ Normandy trong tháng 5 năm 1944, và sang tháng 6 đã lên đường tham gia Chiến dịch Gearbox nhằm tiếp tế cho lực lượng trú đóng tại Spitsbergen. Sau khi tách khỏi nhiệm vụ này vào ngày 4 tháng 7, nó gia nhập Chi hạm đội Khu trục 27 tại Clyde, và sau đó khởi hành trong thành phần hộ tống cho thiết giáp hạm HMS Ramillies đi từ Portsmouth vào ngày 2 tháng 8, Ramillies được giao vai trò bắn phá hỗ trợ trong Chiến dịch Dragoon, cuộc đổ bộ của lực lượng Đồng Minh lên miền Nam nước Pháp; nhưng các tàu khu trục chia tay nó tại Algiers để nhận nhiệm vụ khác tại Địa Trung Hải.
Sang tháng 9, Whelp cùng Chi hạm đội Khu trục 27 lên đường đi Trincomalee thuộc Ceylon (nay là Sri Lanka), nơi chúng gia nhập Hạm đội Đông vào ngày 15 tháng 10. Trong tháng 10 và tháng 11, nó hộ tống các tàu sân bay hạm đội và tàu chở dầu RFA Wave Prince trong các hoạt động không kích xuống nhiều mục tiêu trên bờ khác nhau. Vào ngày 22 tháng 11, các tàu chiến thuộc Chi hạm đội Khu trục 27 trở thành những đơn vị sáng lập Hạm đội Thái Bình Dương. Sang đầu tháng 1 năm 1945, nó nằm trong số các tàu khu trục hộ tống các tàu sân bay Anh tiến hành các cuộc không kích, trong khuôn khổ Chiến dịch Lentil, nhắm vào các nhà máy lọc dầu tại Pangkalan Brandan, Sumatra. Sau đó được phân công hộ tống tàu ngầm HMS Shakespeare bị hư hại quay trở về Trincomalee, về đến nơi vào ngày 8 tháng 1.
Hạm đội Thái Bình Dương lên đường đi sang Sydney, Australia vào ngày 16 tháng 1. Trên đường đi, lực lượng đã bắn phá các cơ sở lọc dầu còn do Nhật Bản kiểm soát tại Pladjoe và Soengi-Gerong, trong khuổn khổ các Chiến dịch Meridian I & II lần lượt vào các ngày 24 và 29 tháng 1. Đã bảo vệ cho các tàu chiến chủ lực trong cuộc tấn công, và đã trợ giúp vào việc cứu vớt hai phi công từ tàu sân bay Victorious (R38). bị bắn rơi. Sau ba lượt được tiếp nhiên liệu trên biển, hạm đội đi đến Sydney vào ngày 10 tháng 2, và chuẩn bị để được phối thuộc cùng Đệ Ngũ hạm đội Hoa Kỳ. Công việc bao gồm chuyển đổi sang hệ thống ký hiệu lườn của Hải quân Hoa Kỳ, nên Whelp được tạm thời mang ký hiệu D33.
Hạm đội Thái Bình Dương đi đến căn cứ tiền phương tại đảo Manus thuộc quần đảo Admiralty vào ngày 7 tháng 3, nơi họ chờ đợi sự chấp thuận chính thức từ phía Hải quân Hoa Kỳ bởi Đô đốc Ernest King. Hạm đội cuối cùng lên đường tham gia chiến dịch vào ngày 17 tháng 3. Whelp làm nhiệm vụ canh phòng ở cuối đội hình của hạm đội, cứu vớt những phi công bị bắn rơi. Hệ thống radar của nó gặp trục trặc nên nó tạm thời được cho tách ra vào ngày 25 tháng 3 để sửa chữa, gia nhập trở lại hạm đội năm ngày sau đó. Nó chứng kiến những cuộc tấn công cảm tử Kamikaze nhắm vào các tàu sân bay Anh trong ngày Chúa nhật Phục Sinh.
Đến tháng 5, Hạm đội Thái Bình Dương quay trở lại Sydney ngang qua Leyte, Philippines để sửa chữa và tiếp liệu. Tuy nhiên Whelp được cho tách ra và đi đến Melbourne để sửa chữa, nơi nó ở lại cho đến tháng 7, và thủy thủ đoàn có được dịp nghỉ phép. Nó gia nhập trở lại Hạm đội Thái Bình Dương tại Sydney, giờ đây được phối thuộc cùng Đệ Tam hạm đội Hoa Kỳ, và lên đường vào ngày 31 tháng 7 để hộ tống cho thiết giáp hạm Duke of York (17) đi Guam, nơi Đô đốc Bruce Fraser, Tổng tư lệnh Hạm đội Thái Bình Dương có cuộc hội đàm với Đô đốc Chester W. Nimitz, Tổng tư lệnh Hạm đội Thái Bình Dương Hoa Kỳ. Các tàu chiến Anh tiếp tục đi Manus, đến nơi vào ngày 3 tháng 8.
Whelp không nằm trong thành phần hộ tống cho các tàu sân bay ngoài khơi Nhật Bản trong các hoạt động tại đây, khi nó tiếp tục phục vụ hộ tống cho thiết giáp hạm HMS Duke of York, đưa Đô đốc Fraser đi lại giữa Manus và Guam. Tuy nhiên, nó đã có mặt trong vịnh Tokyo vào lúc diễn ra lễ ký kết văn kiện Nhật Bản đầu hàng trên thiết giáp hạm Missouri vào ngày 2 tháng 9, Nó rời Tokyo vào ngày 9 tháng 9, và sau khi ghé qua đêm tại Okinawa vào ngày 11-12 tháng 9, đã đi đến Hong Kong cùng Đô đốc Fraser trên tàu. Lực lượng Nhật Bản trú đóng tại Hong Kong đầu hàng vào ngày 16 tháng 9.

### Sau chiến tranh
Trong tháng 10 năm 1945, Whelp đặt căn cứ tại Hong Kong cùng Chi hạm đội Khu trục 27 trong những chuyến tuần tra chống cướp biển dọc bờ biển Trung Quốc. Vào ngày 12 tháng 11, nó rời Hong Kong đi Sydney ngang qua Darwin, trước khi lên đường quay trở về Anh vào ngày 7 tháng 12, đi ngang qua kênh đào Suez và về đến Portsmouth vào ngày 17 tháng 1 năm 1946. Nó được cho ngừng hoạt động và đưa về lực lượng dự bị cho đến tháng 11 năm 1947, khi nó được chuyển, vẫn đang trong trạng thái dự bị, đến căn cứ hải quân trước đây của Anh tại Nam Phi.

### Chuyển cho Hải quân Nam Phi
Vào năm 1952, Whelp được bán cho Nam Phi để thay thế cho HMSAS Natal (nguyên là chiếc HMS Loch Cree. Nó được đổi tên thành SAS Simon van der Stel, được đặt tên theo Simon van der Stel người di dân vào Thế kỷ 17 được ghi nhận đã sáng lập công nghiệp rượu vang Nam Phi. Hầu hết thời gian phục vụ của Simon van der Stel là như một Đại sứ viếng thăm châu Âu và các thuộc địa của châu Âu tại châu Phi, bao gồm một chuyến đi kéo dài 147 đến châu Phi vào năm 1954. Tuy nhiên, vai trò này bị suy giảm khi Nam Phi càng ngày càng bị cô lập trong những năm theo đuổi Chủ nghĩa Apartheid.
Simon van der Stel được đưa về lực lượng dự bị từ năm 1957, nhưng được hiện đại hóa như một tàu frigate Tàu frigate Kiểu 15 giống như những tàu khu trục cùng thế hệ từ năm 1962 đến năm 1964, và nhập biên chế trở lại vào tháng 2 năm 1964. Nó giờ đây có những phương tiện dành cho máy bay trực thăng, được Liên đội 22 Không quân Nam Phi sử dụng.
Simon van der Stel bị tháo dỡ vào năm 1976 tại Durban.